# Sci nautico

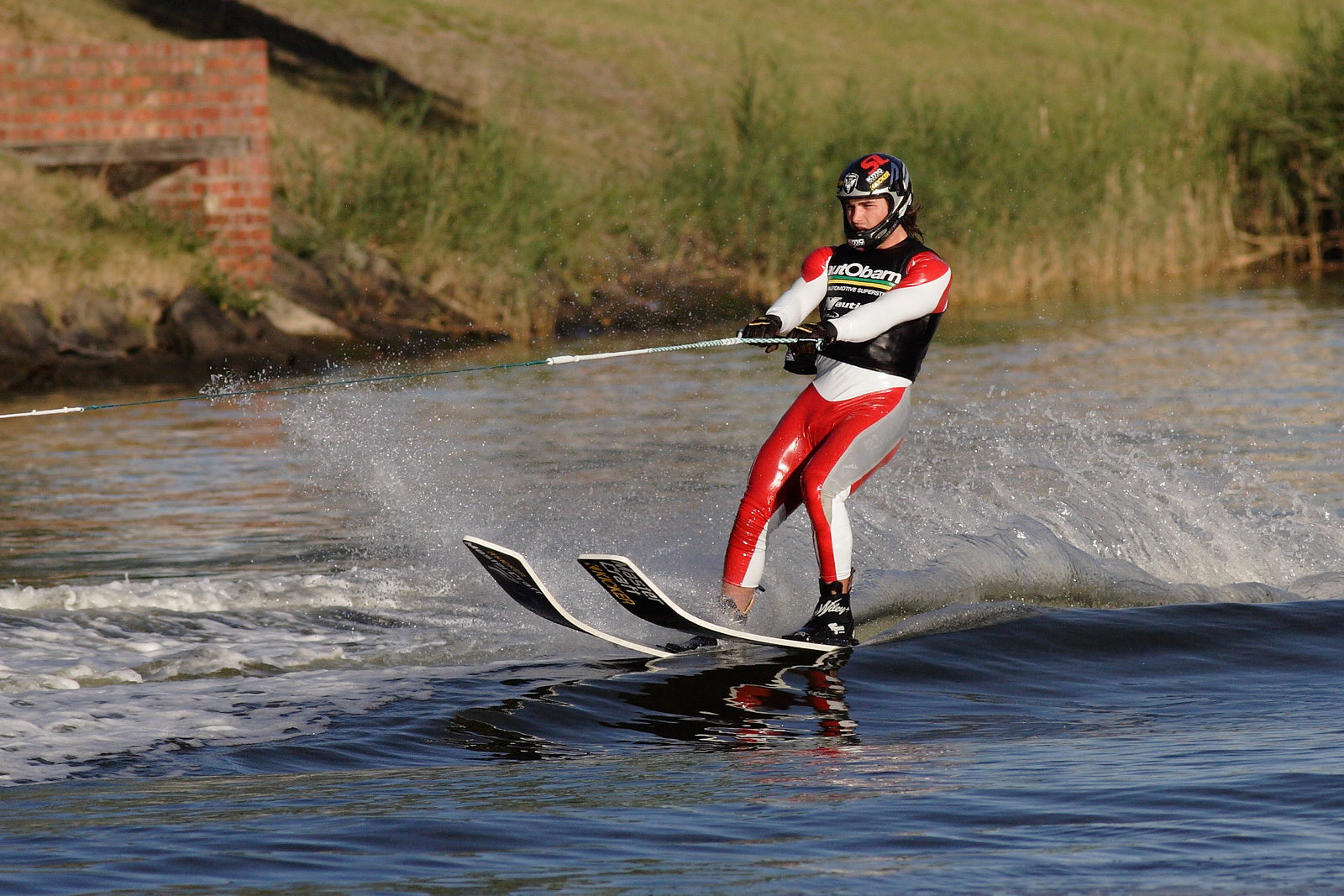
Sci nautico

Lo sci nautico è uno sport acquatico inventato nel 1922 da Ralph Samuelson che fonde in un'unica attività sportiva lo sci da neve ed il surf: lo sciatore è trainato da un motoscafo tramite una corda in nylon, il quale trattenendo saldamente l'altra estremità della corda, terminante in un triangolo intrecciato con impugnatura di ferro ricoperta di gomma, definito bilancino, scivola sopra l'acqua per mezzo di vari tipi di sci, diversi a seconda della specialità che si sta eseguendo.
A differenza delle discipline inerenti al surf, lo sci nautico predilige l'assenza di vento e di onde, elementi che fungerebbero solo da intralcio allo svolgimento della sciata; altro elemento fondamentale è la dipendenza da fattori differenti: mentre i surfisti sfruttano vele, onde ed aquiloni per muoversi, lo sciatore nautico sfrutta la velocità della barca per incrementare la propria.

## Attrezzatura
Gli sci sono costituiti con materiali come Honeycomb, fibra di Carbonio, Graphite, Carbon-Kevlar e presentano un core (anima interna) in poliuretano espanso oppure in legno. Lo sci da slalom presenta una parte metallica (quasi sempre in alluminio) di una profondità che varia dai 5 cm agli 8 cm chiamata "deriva", regolabile dallo sciatore stesso longitudinalmente, a livello di profondità e di angolazione. Gli sci da salto presentano una piccola deriva fissa ciascuno, della profondità massima che si aggira intorno ai 3 cm. Lo sci da figure invece non presenta deriva, in quanto in questa disciplina vengono eseguiti un grande numero di rotazioni in asse e su sé stessi. Infatti la funzione primaria della deriva è quella di dare direzione allo sci ed evitare che la parte posteriore di esso, definita coda, sia libera da vincoli direzionali. Gli sci presentano attacchi morbidi in gomma, diversi rispetto a quelli del tradizionale sci da neve; tuttavia dagli anni novanta sono entrati in circolazione degli attacchi rigidi, dallo scafo simile a quello di un rollerblade, volti ad una ricerca di maggiore risposta dello sci a determinati gesti tecnici. Ciononostante esistono svariati modelli di attacchi, più o meno rigidi, poiché non tutti gli sciatori hanno sensazioni uguali con attacchi uguali.

## Storia

### Origini
Lo sci nautico è uno sport che nasce negli anni venti del 1900. Sin dalle sue origini, l'uomo ha sempre cercato in qualche modo di dominare le acque e con barche e navi raggiunse un primo obiettivo. Nel corso della storia vi furono numerosi esperimenti volti a portare l'uomo a compiere movimento in acqua con il minor coinvolgimento di fattori esterni. Curiosi da citare sono le esperienze fatte da Perez, un inventore spagnolo che mise una forca di ferro di larghezza variabile all'estremità di due corpi di legno volti a risalire in superficie: rimanendo di fatto in piedi su questa biforcazione metallica ed eseguendo il movimento della camminata classica, egli si muoveva ed attraversava fiumi o piccoli bacini d'acqua. Si ha inoltre testimonianza di alcuni danesi che intorno al 1870 si muovevano in posizione eretta, remando con una pagaia allungata, sopra alcune canoe dalla tipica forma ad "H". Nel 1928 in Austria viene inventato il "Water-Walking", un paio di sci con la fisionomia di due piccoli Kayak dove il "camminatore" infilava i piedi e con due bastoni simili in forma a quelli da sci nordico si dava la spinta. Nei primi anni del Novecento alcuni ragazzini della West Coast americana si facevano trainare dai primi pescherecci con delle corde di qualche metro, in piedi alle scatole di legno del pesce. Ben presto diventò una moda, destinata a scomparire con la morte dei capitani di quelle navi pochi anni dopo.
La vera rivoluzione venne da Ralph Samuelson, riconosciuto universalmente come l'inventore di questo sport. Figlio di un meccanico di barche, era noto come persona disprezzante dei pericoli e pronto ad ogni nuova sfida, pur pazza questa fosse. Nel '22 formulò quest'ipotesi: "Se scio sulla neve, dovrei poter sciare sull'acqua". Fu così che provò a farsi trainare da una barca con un paio di assi di legno dritte, con risultati scandalosi; problemi gli crearono anche gli sci da neve, troppo sottili e stretti per l'acqua. Così andò dal falegname locale e si fece intagliare un paio di assi di legno con la punta ricurva verso l'alto, gli antenati degli sci attuali. Fu così che dal 1922 al 1928 diede spettacolo con i suoi esperimenti, mirando a raggiungere velocità sempre più alte (nel 1925 si fece trainare da un idrovolante alla velocità di 130 km/h) e rischi sempre maggiori, come il salto da una piccola rampa cosparsa di lardo per renderla scivolosa. Samuelson non chiese mai di esser pagato per queste dimostrazioni. Nel 1937 ebbe una frattura alla schiena e di conseguenza interruppe tutte le sue attività avendo però già posto le basi di quello che poi diventerà lo sci nautico. Negli anni trenta si passò ad un'evoluzione nelle forme, si adottò un triangolo con impugnatura rivestita in gomma (bilancino), si passò a provare la posizione su un singolo sci con i piedi posti uno dietro l'altro in posizione verticale. Le evoluzioni s'interruppero nel periodo inerente alla Seconda guerra mondiale.

### Lo sci nautico oggi
Dopo la guerra lo sci nautico prese fama internazionale con personaggi di spicco in ogni stato, come Robert Baltié in Francia, il famosissimo David Nations in Gran Bretagna, Lanfranco Colombo in Italia, Ragnar Frunck in Svezia. Negli anni cinquanta nasce la distinzione ancora presente oggi delle tre discipline dello sci nautico classico: Slalom, Figure, Salto sulla rampa. Nel 1972 lo sci nautico fu disciplina dimostrativa ai Giochi olimpici: nello slalom l'oro olimpico andò all'italiano Roby Zucchi.

## Calendario internazionale di sci nautico
Il calendario internazionale di sci nautico viene pubblicato per informare delle gare più importanti dell'anno nell'ambito di questa disciplina.

## Discipline classiche

### Slalom
| Lunghezza Corda   | Colore |
| 18,25 m (15off)   |        |
| 16 m (22off)      |        |
| 14,25 m (28off)   |        |
| 13 m (32off)      |        |
| 12 m (35off)      |        |
| 11,25 m (38off)   |        |
| 10,75 m (39.5off) |        |
| 10,25 m (41off)   |        |
| 9,75 m (43off)    |        |
| 9,50 m (44off)    |        |

Lo slalom è la disciplina più praticata nell'ambito delle classiche. Il percorso di gara è formato da un corridoio rettilineo di 10 coppie di boe in cui passa il motoscafo, e rispettivamente 6 boe di colore rosso alternate da destra distanti 11,5 m da ogni coppia di boe. Lo sciatore deve entrare attraversando le onde del motoscafo nella seconda coppia di boe da sinistra verso destra, (di colore rosso e definita Ingresso oppure Gate) ed aggirare le sei boe del campo (boe di numero dispari a destra, boe di numero pari a sinistra); infine passare in mezzo alla nona coppia di boe (di colore rosso e definita Uscita oppure Exit). La prima e la decima coppia di boe, definite pre-gate, sono di colore verde e servono allo sciatore solo all'inizio del passaggio come riferimento per l'Ingresso.
La difficoltà dello slalom aumenta con l'aumentare della velocità del motoscafo di 3 km/h per passaggio (minima: 22 km/h). Una volta raggiunto il limite di velocità, 58 km/h per le categorie maschili dai 15 anni d'età, e 55 km/h per le categorie femminili, i ragazzi/e sotto i 14 anni, e gli sciatori oltre i 36 anni, si passa all'accorciamento della corda di traino. La lunghezza di partenza della corda di traino è 18,25 m, e viene accorciata in base alle lunghezze standard, ben visibili nella tabella a fianco riportata.
Il risultato finale sarà decretato dal numero di boe aggirate nel campo, qualora non si riesca a concludere le 6 boe.

Esempio: partendo con la velocità di 34 km/h lo sciatore in questione completa il campo. Nel rientrarvi a 37 km/h lo sciatore aggira solamente le prime tre boe, non riuscendo ad aggirare la quarta. Il suo risultato finale sarà di n°3 Boe a 37 km/h. Formalmente:
- 3.00/37/18.25.

Negli Stati Uniti gli accorciamenti sono misurati in piedi di differenza rispetto alla massima lunghezza della corda, ovvero 75 piedi (23 m). Nella maggior parte delle competizioni questo accorciamento non viene più considerato, partendo direttamente dai 15 piedi. Due boe a 13 m di lunghezza negli States si scriverebbero così:

2@32off.
I colori degli accorciamenti sono uguali in tutto il mondo e le velocità sono espresse in km/h nella maggior parte del mondo, anche se molti stati utilizzano le corrispettive velocità in miglia/h.

#### Il campo gara

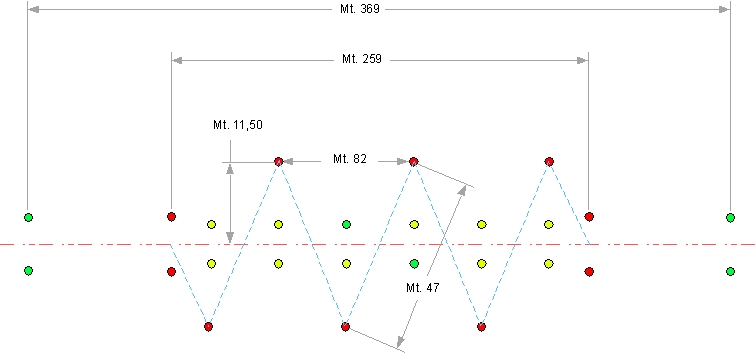
Il campo gara da slalom

Il campo da slalom è un percorso di 259 m lineari in cui lo sciatore esegue il gesto tecnico; considerando la lunghezza totale, ovvero da Pre-Gate a Pre-Gate, si arriva a 369m.
Per familiarizzare con il campo di slalom, forse il meno immediato da comprendere dei campi di gara, è necessario avere chiare alcune sue componenti:
- Boa: componente base del campo di slalom (in totale 26). Termine quasi esclusivamente utilizzato per indicare una delle 6 boe che lo slalomista deve aggirare, di colore rosso. La boa dista dal centro del corridoio 11,5 m.
- Corridoio: percorso rettilineo formato da coppie di boe in cui passa la barca. il corridoio è largo 2,3 m, tralasciando il Gate, parte anch'esso del corridoio come il Pre-Gate e l'Exit, largo 2,5 m. Le boe del corridoio sono gialle per la fila della prima, della seconda, della quinta e della sesta boa. Alla terza boa, la boa sinistra del corridoio è verde, gialla quella di destra, viceversa per la quarta boa. Questo cambiamento di colore, importantissimo prima dell'avvento del Perfect Pass, aiutava il cronometrista ad essere più preciso nel controllo dei tempi del motoscafo.
- Gate (o Ingresso): parte del corridoio che lo sciatore deve attraversare per accedere al campo. Formato da una coppia di boe rosse e largo 2,5 m, è una parte fondamentale dello slalom, anche per quanto riguarda l'approccio tecnico dello sciatore. Se lo slalomista non inizia il suo slalom passando in mezzo a queste boe, il campo non sarà accreditato, risultando zero boe ad una determinata velocità e lunghezza di corda.
- Pre-Gate: riferimento divenuto indispensabile nello slalom moderno: non viene considerato propriamente una parte dello slalom, poiché non percorso dallo slalomista. Distante 55 m dal Gate, aiuta la regolarità e la precisione della preparazione al passaggio nel Gate. A seconda della tecnica usata, il Pre-Gate viene utilizzato in riferimento al passaggio della barca in questo, oppure in riferimento all'avvicinarsi di questo allo slalomista.

Le boe che lo slalomista aggira sono solite esser divise tra boe dispari, ovvero la fila di 3 boe a destra della barca, e boe pari, ovvero la fila di 3 boe a sinistra della barca.
La distanza perpendicolare tra una boa e l'altra è di 41 m, mentre la distanza effettiva (diagonale) è di 47 m: distanza quest'ultima inferiore a quella percorsa dallo sciatore tra una boa e l'altra.

### Figure

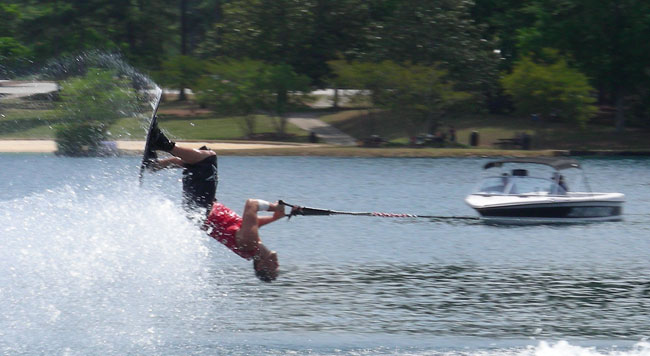
Uno sciatore di figure intento in un salto mortale

La disciplina delle figure viene considerata la danza dello sci nautico. Questa consiste nell'eseguire determinate acrobazie come rotazioni in asse, rotazioni passando sopra la corda con una gamba (libera dallo sci) o con tutto lo sci, salti in rotazione completa o salti mortali, così come altre eseguite con la corda trainante attaccata ad un piede e l'altra gamba allo sci lasciando le mani libere. Le figure (questo il nome delle acrobazie) sono prestabilite e ad ogni figura corrisponde un determinato punteggio fisso. La competizione prevede due passaggi da 20 secondi ciascuno in cui lo sciatore, con una corda propria e con velocità preferita, deve compiere una sequenza di figure. Generalmente un passaggio è eseguito con le mani attaccate al bilancino (mano mano), l'altra con le mani libere e la corda al piede libero dallo sci (corda al piede). L'obbiettivo è fare più punti possibili. A differenza di altre discipline acrobatiche, qui non vengono assegnati punti inerenti a giudizi personali o ad altezza dei salti: la giuria si limita a determinare se la figura è accreditabile oppure no, se ovvero è stata eseguita nel modo corretto. Ciò vuol dire ad esempio che se in quella che doveva essere una figura aerea lo sci non si è staccato dall'acqua, questa non è accreditabile; così come se una rotazione non è stata completata oppure si è sovraruotata la figura, questa non viene accreditata.

#### Il campo gara
Il campo è formato da una linea di 6 boe a lato dello sciatore, non nel suo percorso di gara. La prima boa di colore verde indica il limite dopo il quale non si può più variare la velocità del motoscafo. Successivamente vi sono due boe, la prima di colore bianco e la seconda di colore rosso: all'interno di queste boe lo sciatore inizierà la sua sequenza. In caso questo non succeda, il tempo comunque scatterà dopo il suo superamento della boa rossa. Le altre 3 boe sono simmetriche a quelle del primo passaggio. In caso di caduta nel primo passaggio, la barca recupera lo sciatore e si prepara per affrontare il secondo passaggio. In caso di caduta nel secondo passaggio lo sciatore conclude la sua prova.

### Salto

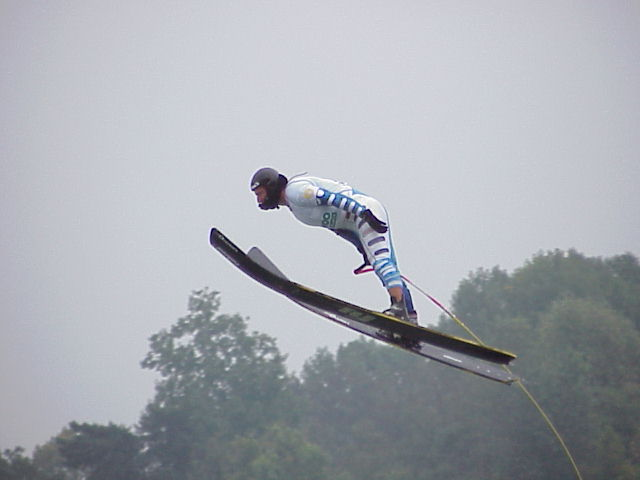
Andrea Alessi in un salto di allenamento

Il salto è la disciplina più spettacolare delle classiche. Essa ha come obiettivo la distanza senza giudizi tecnici che possano compromettere la posizione in classifica del saltatore, a differenza del salto con gli sci sulla neve. Per effettuare la distanza l'atleta dovrà eseguire un taglio e, cercando di arrivarvi con la massima velocità possibile, affrontare una rampa (o trampolino) di altezza variabile posta alla sinistra della barca (e quindi dello sciatore). Il taglio può essere eseguito in 3 modi, differenti per posizione dello sciatore rispetto alla barca. Il primo metodo chiamato "Mezzo Taglio" si effettua partendo a fianco dell'onda sinistra del motoscafo: in questa tipologia di approccio non vi è attraversamento delle onde. Il secondo metodo chiamato "Taglio 3/4" consiste nell'accostarsi alla destra della barca, per poi eseguire un taglio attraversando le onde da destra a sinistra ed affrontare la rampa. Questo approccio rispetto al mezzo taglio permette di affrontare la rampa con maggiore velocità. L'evoluzione di questa tipologia è la terza del "Doppio Taglio" dove lo sciatore prima si accosta a sinistra del motoscafo, per poi tagliare le onde e portarsi alla destra del motoscafo, ed infine tagliare verso la rampa. A differenza del taglio 3/4 questo permette di arrivare alla destra della barca con molta più velocità, che consente allo sciatore di non regredire rispetto al motoscafo e quindi di avere più spazio da percorrere per arrivare alla rampa, spazio che si traduce in velocità.

#### Il campo gara
Il campo gara del salto è formato dal corridoio dove la barca passa: questo è più largo di quello utilizzato per lo slalom, e lo sciatore può richiedere prima della gara che il motoscafo stia vicino alle boe di sinistra del corridoio (Narrow Split), al centro di esso (Split) oppure a destra di esso (Wide Split). La scelta è a discrezione dell'atleta e viene effettuata a seconda delle esigenze tecniche del medesimo. Poi troviamo la rampa, posta a sinistra del motoscafo e distante 15 m dalla fila sinistra di boe del corridoio della barca; ed infine tre boe allineate alla rampa e distanti da essa rispettivamente 150 m (Gialla), 180 m (Rossa) e 210 m (Verde). Queste tre boe vengono utilizzate nel taglio 3/4 e nel doppio taglio come boe di riferimento. Nel taglio 3/4 le boe servono come riferimento per l'uscita dalla scia della barca verso destra del saltatore. Nel doppio taglio, dopo essere usciti verso sinistra, si prepara il controtaglio verso destra girando sulla linea delle tre boe.

## Altre discipline

### Piedi nudi

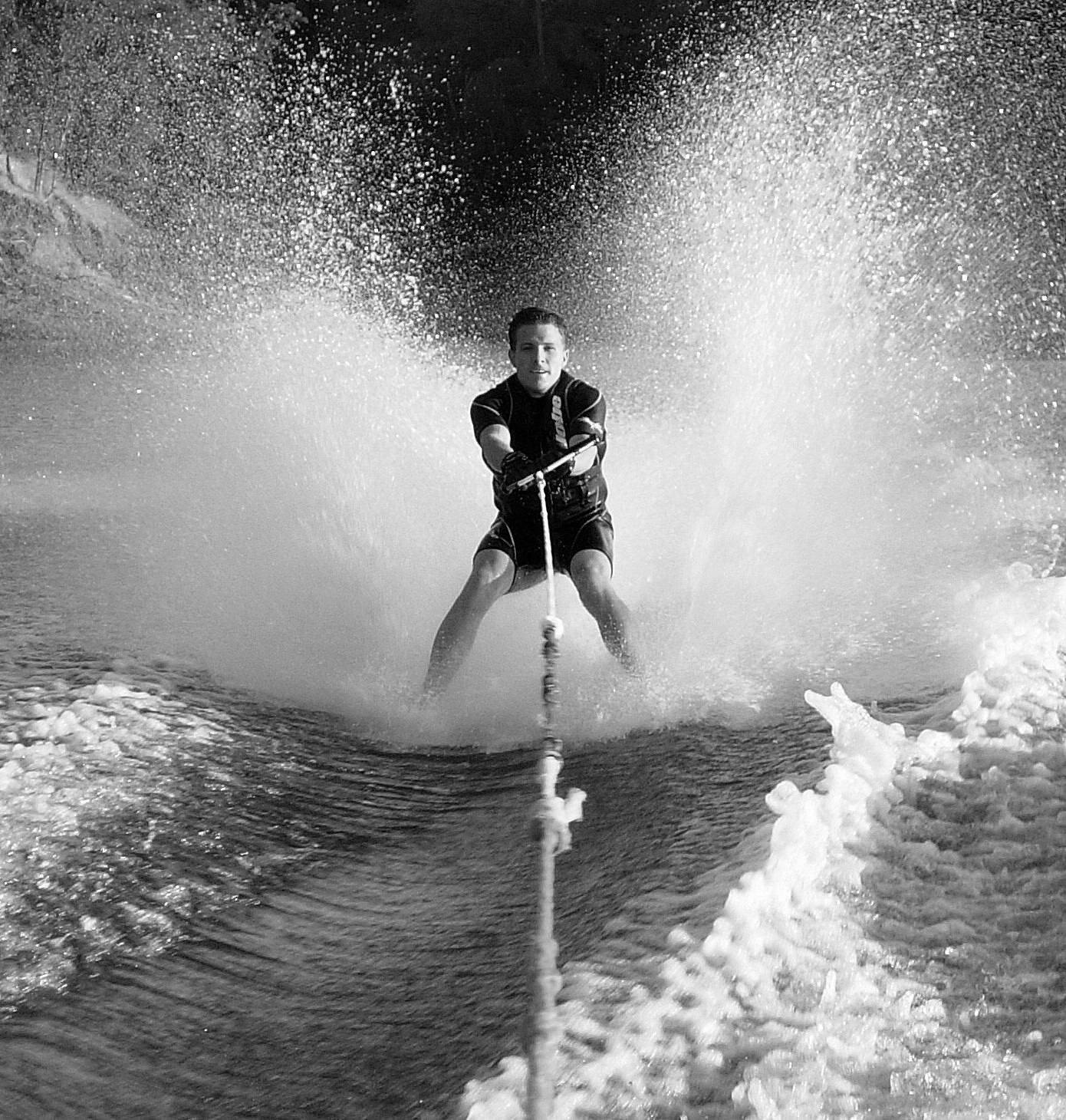
I piedi nudi

I piedi nudi sono una disciplina dello sci nautico nata negli anni cinquanta negli Stati Uniti d'America e sviluppatasi in modo significativo in Australia il decennio successivo.
Come il nome lascia intuire, questa disciplina si svolge senza l'utilizzo di sci, ma utilizzando solamente i piedi come superficie di scivolamento sull'acqua.
Essendo i piedi decisamente più piccoli di qualsiasi sci, la velocità del motoscafo è superiore a qualsiasi altra disciplina (sui 60 km/h), fattore che contribuisce alla spettacolarità delle gesta di questi atleti.
Come nello sci nautico classico, i piedi nudi si suddividono nelle discipline dello slalom, delle figure e del salto.

#### Slalom
Nello slalom l'obiettivo principale è attraversare le onde del motoscafo quante più volte possibile, e per far questo si hanno a disposizione due passaggi da 15 secondi ciascuno.
L'attraversamento si deve eseguire con le seguenti caratteristiche
-spalle aperte (rivolte verso la barca)
-il peso sulla gamba che hai avanti 
-girare le boe con il bacino o entrare con l'anca
-NON cadere di spalla in attraversamento
-le mani vanno tenute più vicino possibile al bacino

#### Figure
Nelle figure l'obiettivo dello sciatore è quello di eseguire il maggior numero di punti possibili eseguendo rotazioni, passaggi sopra la corda ed altre figure. Come nello slalom, lo sciatore ha due passaggi da 15 secondo ciascuno dove poter eseguire le sue gesta. Analogamente alla disciplina parallela dello sci nautico tradizionale, ogni figura ha un determinato valore dato dalla difficoltà di questa, e la giuria valuta se accreditare la figura, e quindi validarne il punteggio, oppure decretarla non accreditabile. Elemento aggiuntivo è inoltre la tecnica di partenza, anch'essa valutata come figura a seconda della difficoltà d'esecuzione.

#### Salto

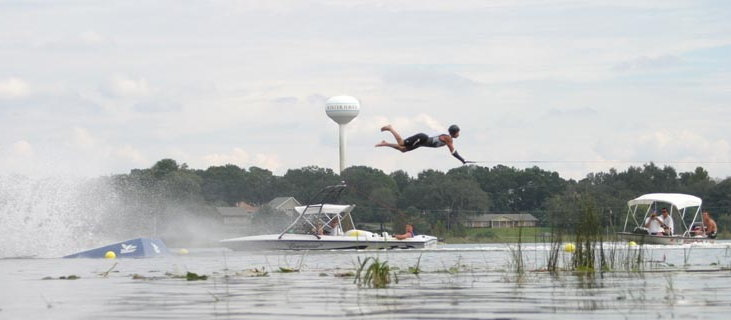
Il salto nei piedi nudi

Nel salto l'unico obiettivo è la distanza.
Questa si ottiene con tre tentativi dove l'atleta passa sopra una rampa in superficie di vetroresina: molto simile alla rampa del salto tradizionale per quanto riguarda la forma, essa è di dimensioni decisamente ridotte, e la parte terminale (in gergo il "dente" della rampa) è alta 45 cm sopra il livello dell'acqua. La distanza viene accreditata solo se lo sciatore atterra il salto, ovvero ritorna in posizione di sciatore dopo il contatto con l'acqua. Nonostante la difficoltà della disciplina, le distanze sono notevoli: i più forti saltatori al mondo superano i 25 m.

### Velocità
Si tratta di una competizione, nata negli anni settanta del XX secolo, in cui lo scopo è il percorrere il più velocemente possibile il percorso di gara che generalmente misura un'ottantina di chilometri e si componi di più giri lungo un percorso a quadrilatero. Diversamente dalle altre discipline gli atleti gareggiano contemporaneamente. Ai sensi del regolamento si tratta di uno sport di squadra: oltre allo sciatore vi sono il pilota e l'osservatore. Compito dell'osservatore è garantire la comunicazione tra pilota e sciatore e controllare la posizione del proprio binomio scafo-sciatore rispetto agli altri binomi.
In Italia già nel 1970 si svolgono le prime gare femminili di velocità vinte da Anna Maria Balboni Ravegnani
campionati del mondo di questa disciplina si svolgono separatamente da quelli delle discipline classiche.

### Wakeboard

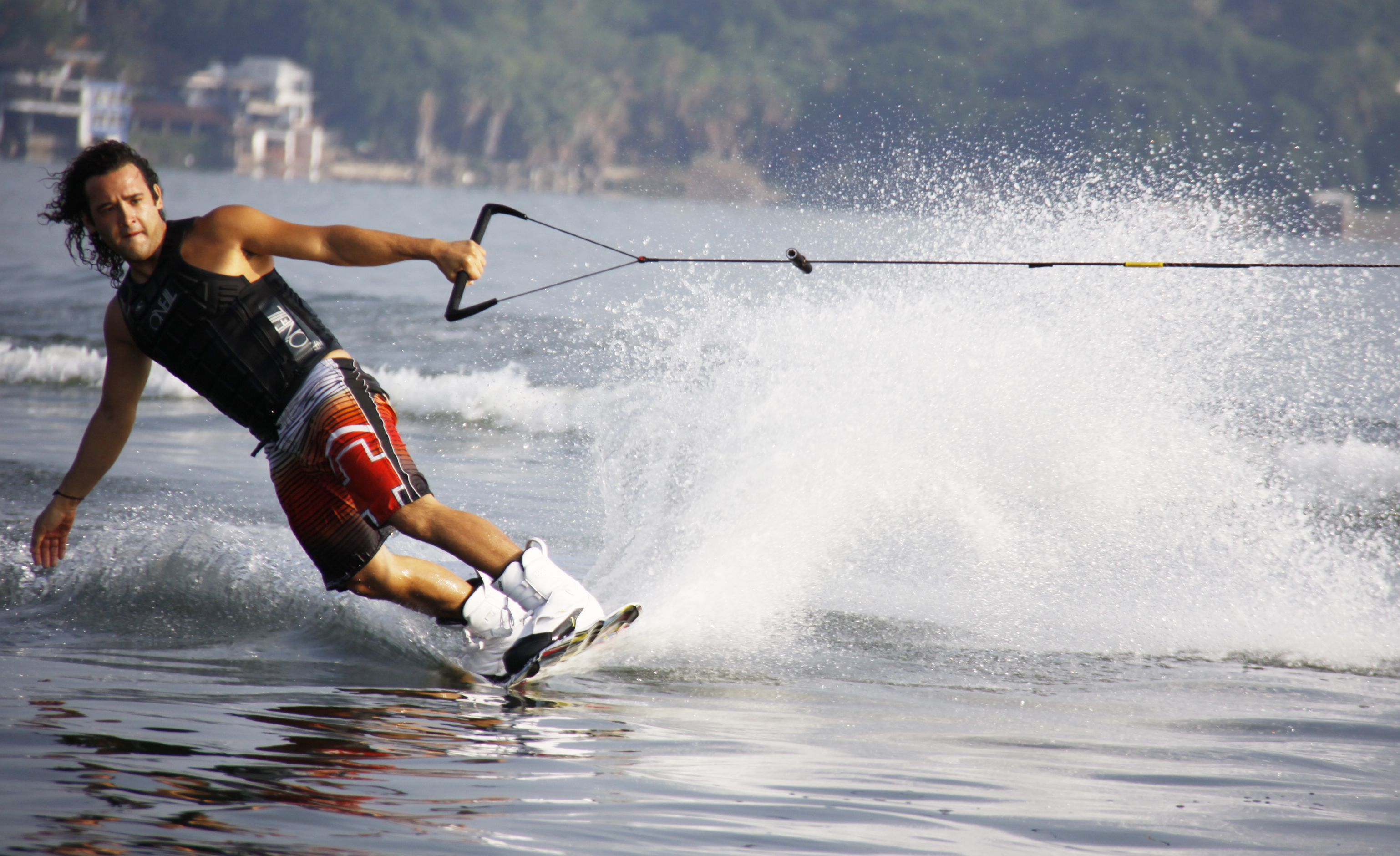
Wakeboard

Il Wakeboard è una disciplina nata negli anni novanta, paragonabile allo snowboard applicato allo sci nautico.
Praticata inizialmente negli Stati Uniti, ha visto una larga diffusione, nel giro di pochi anni, in tutto il mondo, con densa presenza televisiva e parte integrante dei famosi X Games, organizzati dall'emittente televisiva americana ESPN.
Questa disciplina, che trova nei "rider" i suoi praticanti, sta riscuotendo un grande successo anche per numero di praticanti, prendendosi il grande merito di trascinare con sé anche la popolarità di altre discipline come le classiche o i piedi nudi.
il Wakeboard come sci è una tavola più lunga di una normale tavola da figure, dotata di due derive ai due capi della tavola per garantire una maggior stabilità e tenuta di direzione sia in regular position (con il piede sinistro avanti) che in goofy position (ossia con il destro avanti).
Una run nel Wakeboard consiste in due passaggi da cinque figure ciascuno da eseguire nello spazio di venti metri, delimitati da due boe, ad una velocità compresa del motoscafo compresa tra i 30 km/h e i 34 km/h, e in un Double-up al termine del secondo passaggio.
Un Double-up è una figura eseguita su un'onda molto più alta del normale grazie ad un'apposita manovra del pilota, eseguibile a destra o a sinistra, a discrezione del "rider".
Le barche inoltre sono caricate con una zavorra stabilita prima della gara dal giudice e non soggetta a variazioni di peso durante la gara.
Il criterio di assegnazione dei punti nel Wakeboard è completamente diverso da quello nelle Figure, in quanto tiene conto non solo del quoziente di difficoltà della figura, ma anche dell'eleganza nell'esecuzione e dell'altezza. Il punteggio totale è compreso tra 0 e 100 punti.

## Categorie
Nelle discipline classiche le categorie sono determinate in base all'età degli sciatori.
| Età             | Categoria | Nome Categoria |
| --------------- | --------- | -------------- |
| Fino ad 8 anni  | Under 8   | Under 8        |
| Da 8 a 10 anni  | Under 10  | Under 10       |
| Da 11 a 12 anni | Under 12  | Allievi        |
| Da 13 a 14 anni | Under 14  | Delfini        |
| Da 15 a 17 anni | Under 17  | Junior         |
| Da 18 a 21 anni | Under 21  | Under 21       |
| Da 22 a 35 anni | Open      | Open           |
| Da 36 a 45 anni | Over 36   | Senior 1       |
| Da 46 a 56 anni | Over 46   | Senior 2       |
| Oltre i 56 anni | Over 56   | Senior 3       |

Generalmente nelle categorie "Under" vengono inclusi tutti gli sciatori fino a quell'età, qualora la competizione non preveda una categoria precedente. Ugualmente nelle categorie "Over" vengono inclusi tutti gli sciatori più vecchi nella categoria precedente, qualora non sia prevista la successiva.

Le categorie generalmente più presenti ad una competizione sono:
| Età             | Categoria | Nome Categoria |
| --------------- | --------- | -------------- |
| Da 13 a 14 anni | Under 14  | Delfini        |
| Da 22 a 35 anni | Open      | Open           |
| Da 36 a 45 anni | Over 36   | Senior 1       |

Alcune competizioni sono solamente Open, cioè non prevedono la presenza di categorie e gli sciatori competono tutti assieme.